# Japanischer Pfeilbambus
Der Japanische Pfeilbambus (Pseudosasa japonica, Syn.: Arundinaria japonica) ist eine Bambus-Art der Gattung Pseudosasa aus der Familie der Süßgräser (Poaceae).

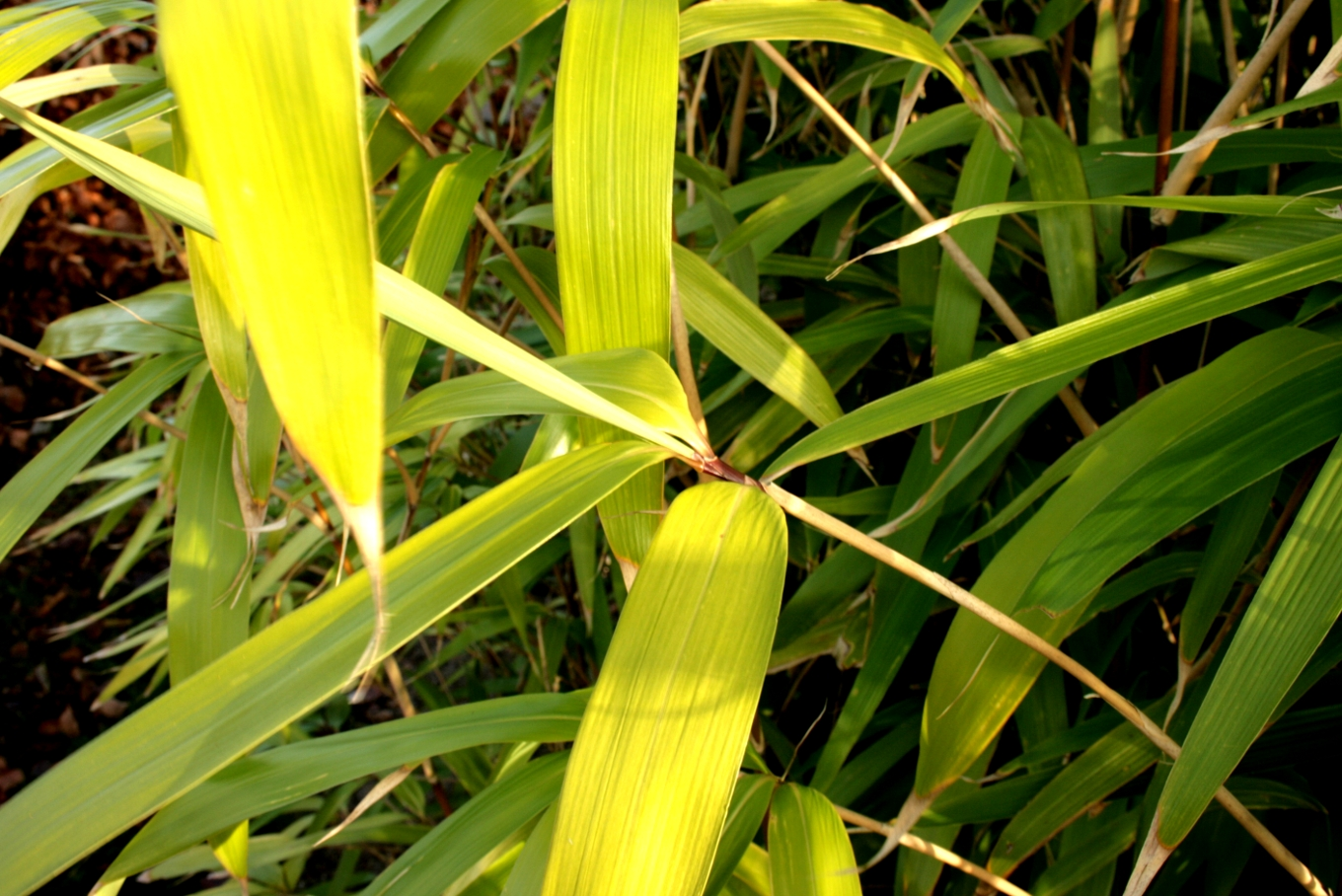
Blätter

## Beschreibung
Er ist ein ausläuferbildender mittelhoher Bambus (Höhe von 3 bis 5 Metern) mit aufrechtem Wuchs und überhängenden Spitzen. Die Halme haben einen Durchmesser von etwa 1 cm und sind olivgrün mit beigen haftenden Halmscheiden. Die Internodien sind lang, fein gesprenkelt und fein gezahnt mit einem hellen Wachsring unter den Knoten. Die Zweige wachsen einzeln aus verdickten Knoten und verzweigen sich nicht weiter. Der untere Teil der Halme hat üblicherweise keine Zweige. Die Blätter sind 15 bis 30 cm lang und 2 bis 4 cm breit. Fünf bis sieben sitzen gruppenweise an den Zweigenden. Das Blatt ist oben mittel- bis tiefgrün, die Unterseite silbrig-grün, es ist glänzend, länglich-lanzettförmig.
Die Chromosomenzahl beträgt 2n = 48.

## Taxonomie und Etymologie
Der Japanische Pfeilbambus wurde 1854 von Ernst Gottlieb von Steudel in Synopsis Plantarum Glumacearum Band 1 Teil 3 Seite 334 bis 335 als Arundinaria japonica erstbeschrieben. Steudel übernahm damit einen Namen von Philipp Franz von Siebold und Joseph Gerhard Zuccarini. Die Art wurde 1925 von Takenoshin Nakai in Journal of the Arnold Arboretum Band 6 Seite 150 als Pseudosasa japonica (Siebold & Zucc. ex Steud.) Makino ex Nakai in die Gattung Pseudosasa gestellt. Nakai wies die Kombination aber Tomitarô Makino zu. Der Gattungsname Pseudosasa leitet sich von pseudos (griech. ψεῦδος) = „falsch, unecht“ und sasa (japanisch) = „Bambusgras“ ab. Japonica bedeutet japanisch. Der deutsche Name Pfeilbambus weist wie der japanische Name Yadake (jap. 矢竹) auf die Verwendung der Halme als Pfeile für den japanischen Langbogen hin. Dazu werden zweijährige Halme nach einer Trocknungszeit in mehreren Schritten nach Erwärmen über einem Feuer gerichtet und durch Schleifen geglättet.

## Verbreitung
Heimat der Art ist Südkorea (Insel Jeju-do) und Japan. Dort lebt er an feuchten Standorten.

## Kultur
Er ist ein robuster, pflegeleichter und sehr frostharter (Winterhärte bis −20 °C) Bambus und liebt einen halbschattigen Standort. Er bevorzugt feuchte auch sumpfige Böden, gedeiht aber auch auf trockenen und kargen Böden. Er wurde um 1850 in Europa eingeführt und ist einer der häufigsten Bambusse in europäischen Gärten. Letzte Blüte war in den 1980er Jahren.
In Japan und in China werden schon seit mehr als 1200 Jahren aus den Halmen Pfeile gefertigt. Man findet diesen Bambus dort daher häufig in der Nähe von Burgen, Schlössern und Ruinen.